# Plecturocebus toppini
Plecturocebus toppini (syn.: Callicebus toppini) — это южноамериканский вид приматов, обитающий на юго-востоке Перу, на севере Боливии и на востоке бразильского штата Акри. Точные пределы ареала неизвестны. Вероятно, он расположен между Рио Пурус на севере, Рио Укаяли и Рио Урубамба на западе и простирается на юг, по крайней мере, до Рио Мадре-де-Дос, возможно, также до Рио Туичи. Латинское видовое название дано в честь капитана Гарри Стенли Топпина, главы британских офицеров, представляющих Перу при демаркации перуанско-боливийской границы, добывшего типовой экземпляр этого вида у реки Тахуаману в Перу.

## Описание
Plecturocebus toppini напоминает медного прыгуна (Plecturocebus cupreus), цвет меха которого и на самом деле варьирует коричневатого до медного. С другой стороны, шерсть Plecturocebus toppini имеет более яркий красноватый оттенок. Окраска этих обезьян определяется варьирующей от серой до коричневатой спины, красноватыми бакенбардами, тёмно-красновато-коричневыми ушами, желтовато-серыми волосами на макушке и тёмной линией над глазами. Живот, внешняя сторона голеней и предплечий красноватого цвета. Волосы на хвосте серовато-черные, на двух третях от основания хвоста волосы имеют чёрные кончики, поэтому хвост кажется более тёмным, чем у медного прыгуна. В целом хвост у них менее пушистый и менее белёсый, чем у P. cupreus.  Кончик хвоста белый. Как и у всех амазонских обезьян-прыгунов (Callicebinae) полового диморфизма по окраске нет.

## Систематика
Plecturocebus toppini был описан в 1914 году британским зоологом Олдфилдом Томасом, а в 1963 году биологом Филипом Гершковицем  объявлен младшим синонимом бурого прыгуна (Plecturocebus brunneus). В 1990 году после изучения других экземпляров, включая голотип, этот был сведён в синонимы к медному прыгуну (Plecturocebus cupreus). Однако в  2015 году Plecturocebus toppini был вновь возрождён как отдельный вид, так как было обнаружено, что он фенотипически отличается от P. cupreus. Кроме того, в той же статье были высказаны сомнения по поводу видовой самостоятельности P. aureipalatii на основании того, что один из экземпляров P. toppini оказался очень напоминающим P. aureipalatii, что, возможно, указывает на то, что P. aureipalatii - просто цветовая вариация Plecturocebus toppini, а название Plecturocebus aureipalatii, Wallace, 2005 является младшим синонимом Plecturocebus toppini.  Кроме того, могут быть обнаружены экземпляры P. toppini, ошибочно идентифицированные как экземпляры Plecturocebus cupreus или Plecturocebus brunneus, что требует дальнейшего исследований.